# Коммерция
Комме́рция (от лат. commercium — «торговля») — торговая и торгово-посредническая деятельность, участие в продаже или содействие продаже товаров и услуг.

## История
Комме́рция (Commercium) — право приобретать и передавать древнеримскую, в строгом смысле этого слова собственность. Это право мог иметь только римский гражданин (civis romanus). В древнем Риме римский гражданин это свободнорожденное лицо, пользовавшееся полнотой гражданских и политических прав.
Впоследствии коммерция давалась как отдельным иностранцам, так и целым общинам.
В Русском царстве 12 февраля 1712 года было издано Высочайшее распоряжение о создании центрального правительственного учреждения для покровительства торговле, названного коммерц-коллегией, Петром Алексеевичем, впоследствии первым Императором Всероссийским Петром Великим (1721-1725 гг.).
В Российской империи манифестом, от 8 сентября 1802 года, к коммерц-коллегии была присоединена таможенная часть. В 1803 году был Высочайше учреждён департамент коммерции, и министром коммерции был назначен граф Н. П. Румянцев. Высочайшим указом от 17 августа 1810 года Министерство коммерции было уничтожено и предметы его ведения разделены между министерствами финансов и внутренних дел России.